# La riva delle Sirti
La riva delle Sirti è un romanzo dello scrittore francese Julien Gracq, pubblicato in Francia nel 1951 e edito in Italia da Mondadori nel 1952. Il romanzo vinse il premio Goncourt, che però Gracq rifiutò.
Racconta, con uno stile proustiano altamente raffinato e lussureggiante, la storia di una società immaginaria in declino, che si accinge a iniziare una guerra da lungo tempo solo immaginata.